# El Bruguerol (Canet d'Adri)
El Bruguerol és una serra situada al municipi de Canet d'Adri a la comarca del Gironès, amb una elevació màxima de 466 metres.